# 874
874 (DCCCLXXIV) je bilo navadno leto, ki se je po julijanskem koledarju začelo na petek.

## Dogodki
- Norvežani kolonizirajo Islandijo.